# Nikolaus-Kathedrale (Almaty)

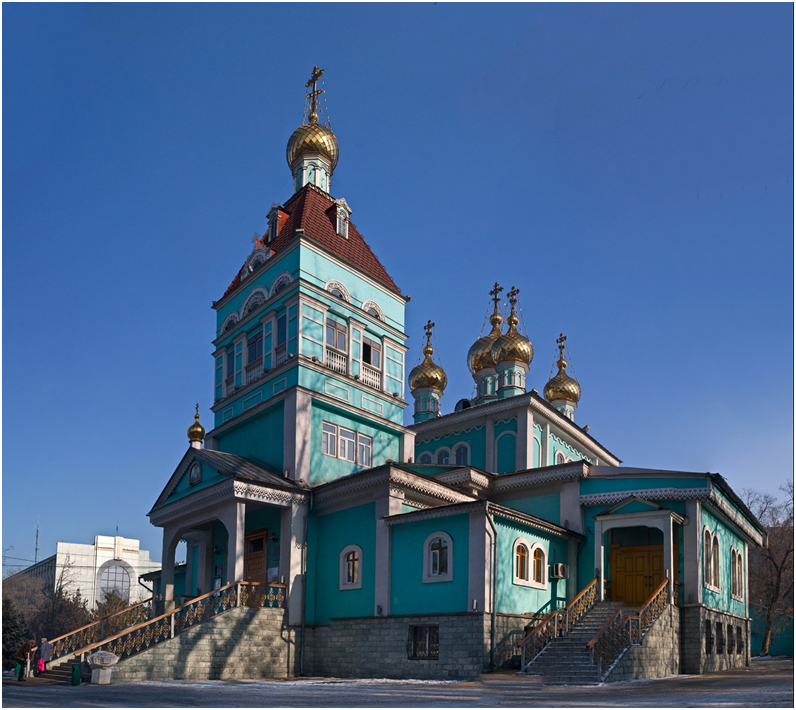
Die Nikolaus-Kathedrale

Die Kathedrale des Heiligen Nikolaus (russisch Собор во имя святителя Николая) ist ein russisch-orthodoxes Kirchengebäude im kasachischen Almaty. Die zwischen 1906 und 1908 erbaute Kathedrale befindet sich im Stadtzentrum und gehört zur Eparchie Astana und Almaty.

## Geschichte
Im Jahr 1904 baten die Bewohner des südwestlichen Teils von Werny den Bischof von Turkestan und Taschkent um Erlaubnis, um Spendengelder für den Bau einer Kirche zu sammeln. Dem stimmte der Bischof schließlich zu. 1906 wurde dann mit dem Bau des Kirchengebäudes begonnen. Am 14. Dezember 1908 wurden die Bauarbeiten abgeschlossen und die neue Kathedrale dem Nikolaus von Myra geweiht.
Nach der russischen Oktoberrevolution begann die Verfolgung religiöser Aktivitäten. In den 1920er und 1930er Jahren war die Nikolaus-Kathedrale ein Zufluchtsort für viele Personen, die nach Zentralasien verbannt wurden, darunter viele Geistliche und Ordensleute. In den 1930er Jahren gab es nach der Schließung der meisten Kirchen nur noch zwei aktive Gotteshäuser in Alma-Ata, die Nikolaus-Kathedrale und die Kasaner Kathedrale. Da 1929 bereits die Christi-Himmelfahrt-Kathedrale geschlossen wurde, wurde die Nikolaus-Kathedrale zur Kathedrale der Eparchie Alma-Ata und Turkestan.
Im Februar 1936 wurde der Eparch von Alma-Ata verhaftet und die Nikolaus-Kathedrale geschlossen. Bis zum Zweiten Weltkrieg befand sich ein Museum für Atheismus im Gebäude. Danach wurde der Bau vom Militär als Pferdestall genutzt. Nach Kriegsende bemühte sich der neue Eparch von Alma-Ata um die Rückgabe des Kirchengebäudes an die Russisch-Orthodoxe Kirche. 1946 erfolgte die Rückgabe an die Kirche. Das Bauwerk befand sich zu dieser Zeit in einem schlechten Zustand. So waren die Kuppeln schwer beschädigt und der Glockenturm war abgerissen worden, die Ikonostase und die Ikonen waren nicht mehr erhalten. Mit den Reparaturarbeiten an der Kathedrale wurde dennoch sofort nach der Rückgabe begonnen, sodass bereits Frühjahr des Jahres der Altar geweiht werden konnte. Außerdem wurde die Nikolaus-Kathedrale wieder Sitz der Eparchie von Alma-Ata.
Nach dem Ende der Sowjetunion und der Rückgabe der Christi-Himmelfahrt-Kathedrale an die Kirche, wurde auch der Sitz der Eparchie 1995 wieder dorthin verlegt. Im selben Jahr wurde in der Kathedrale ein Kreuz aufgestellt, das an die Opfer der Repressionen erinnert.

## Galerie

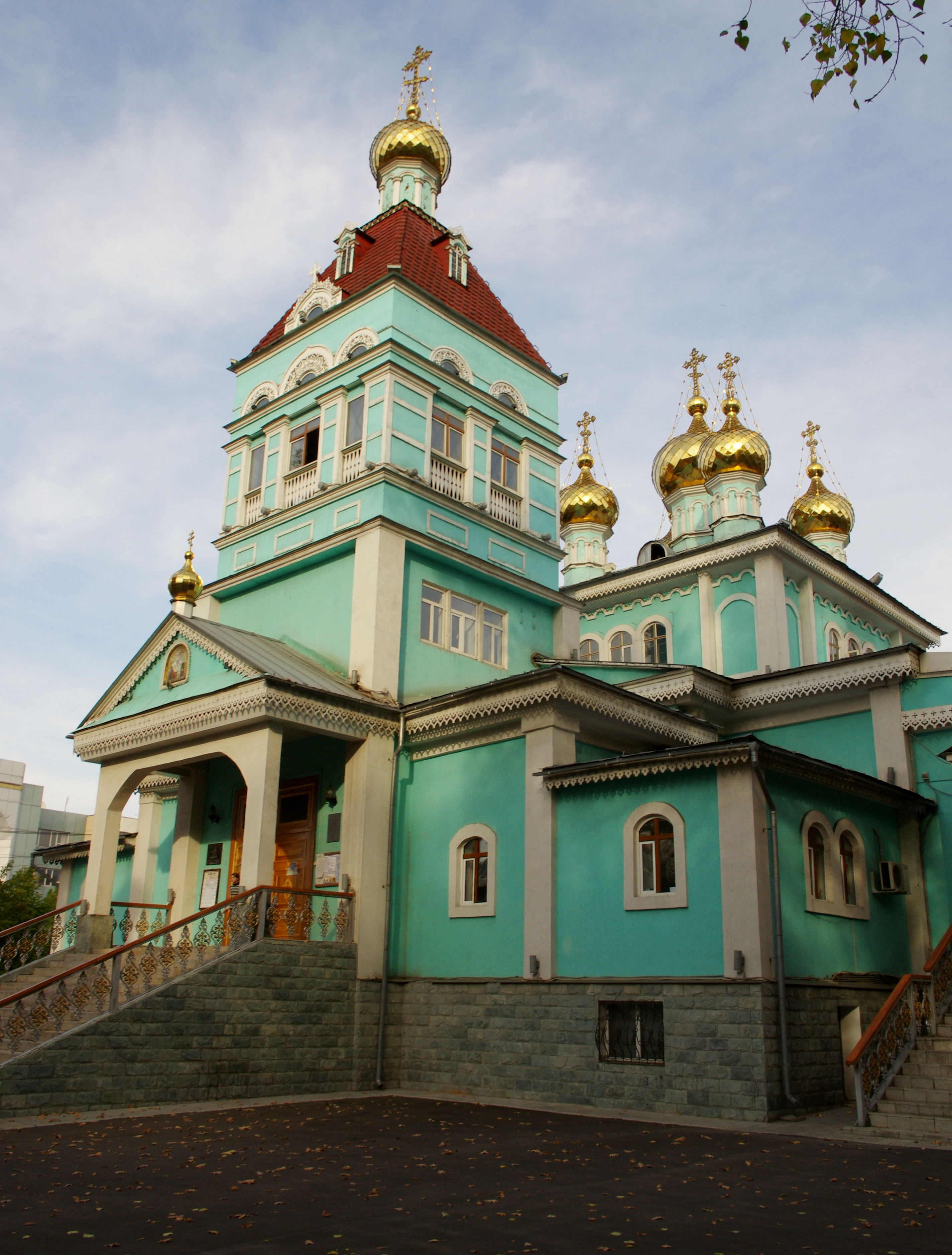
Die Nikolaus-Kathedrale (2011)
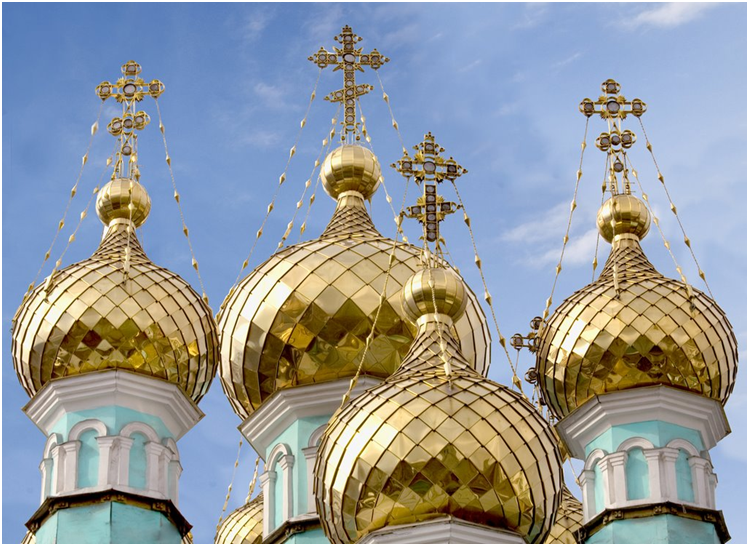
Kuppel auf der Kathedrale